# 我为伟大祖国站岗
我为伟大祖国站岗是一首中华人民共和国军旅歌曲。由魏宝贵作词，钊邦（本名覃钊邦）、铁源（本名石铁源）作曲，创作于1972年。虽然歌词仍有明显文化大革命时期特点，但在当时特殊的政治与社会环境中，歌曲的抒情色彩浓郁——如“手握一杆钢枪，身披万道霞光”等词句——使之脱颖而出，受到了听众的喜爱。
2009年，中宣部、中央文明办等10部委发出《关于广泛开展“爱国歌曲大家唱”群众性歌咏活动的通知》，推荐了100首爱国歌曲，《我为伟大祖国站岗》名列其中。